# Tysklands förbundspresident
Förbundspresidenten (tyska: der Bundespräsident) är Förbundsrepubliken Tysklands statschef. Ämbetet instiftades 1949 som Västtysklands statschef och ska inte förväxlas med Tysklands rikspresident som var namnet på statschefsämbetet under Weimarrepubliken och i Nazityskland (posten som rikspresident ersattes år 1934 med benämningen Führer).
Förbundspresidentens ställning i landets politiska system inskränks av grundlagen och han har framförallt representativa uppgifter, varför han betecknas som pouvoir neutre (’neutral makt’). Rätten att föreslå förbundskansler och att besluta om förbundsdagens upplösning ifall förbundskanslern skulle förlora en förtroendeomröstning eller en minoritetsregering skulle väljas ger presidenten visserligen en viktig statspolitisk betydelse. Förbundspresidenten godkänner också förbundskanslerns förslag till ministrar i Tysklands förbundsregering och vissa andra utnämningar av statstjänstemän; han har också befogenheter (som benådning och rätt att hänvisa lagförslag till författningsdomstolen) utöver den verkställande makten och kan därför som statsöverhuvud betraktas delvis stå ”över de tre statsmakterna”.
Förbundspresidenten har en mandatperiod på fem år och väljs genom ett indirekt val (inte direkt av folket), av förbundsförsamlingen. Den är en elektorsförsamling som enbart sammankallas för förbundspresidentvalet. Förbundsförsamlingen är sammansatt dels av Tysklands förbundsdags samtliga ledamöter och dels av lika många ledamöter som väljs av de sexton förbundsländernas lagstiftande församlingar proportionellt i förhållande till delstaternas folkmängd och delstatsparlamentens partiförhållanden, från framröstade listor. Delstatsparlamentet kallas i nästan alla delstater lantdag, men Bürgerschaft ("borgerskapet") i stadsdelstaterna Bremen och Hamburg och i staden och delstaten Berlin kallas det Abgeordnetenhaus ("fullmäktigekammaren").
Enligt grundlagen inleds förbundspresidentens femåriga ämbetstid vid utgången av föregående presidents mandatperiod, eller, om förbundspresidentposten är vakant, omedelbart i och med att en vald president accepterar förbundsförsamlingens val. Samma person kan sedan bara återväljas en gång. 
Ceremonin för avläggandet av ämbetseden sker på tillträdesdagen. Det sker inför ett gemensamt sammanträde med Tysklands "hela parlaments två kamrar", förbundsdagen och förbundsrådet. Det sker sedan några år tillbaka i förbundsdagens lokaler, Riksdagshuset i Berlin, som också sedan några år tillbaka är platsen där förbundsförsamlingen sammanträder och väljer förbundspresident.
Förbundspresidentens officiella säte i Berlin är Schloss Bellevue i Tiergarten i stadens centrum, medan presidentens privata ämbetsbostad Villa Wurmbach ligger i villastadsdelen Dahlem i sydvästra Berlin. Villa Hammerschmidt är presidentens officiella säte i den tidigare huvudstaden Bonn. För att kunna utföra sina uppgifter assisteras presidenten av ett kansli, Bundespräsidialamt, som har sitt säte i en modern administrationsbyggnad i anslutning till Schloss Bellevue.
Sedan den 19 mars 2017 är socialdemokraten Frank-Walter Steinmeier förbundspresident efter att ha valts av förbundsförsamlingen den 12 februari samma år.

## Uppgifter och befogenheter
Förbundspresidenten har i sin funktion som statschef följande uppgifter:
- Han företräder federationen folkrättsligt (sluter bland annat fördrag med främmande makter för landets räkning, som sedan måste godkännas av förbundsdagen, innan presidenten ratificerar),
- företar statsbesök i utlandet samt är värd för inkommande statsbesök.
- Han ackrediterar tyska diplomatiska företrädare (och tar emot utländska) och
- har på förbundsnivå benådningsrätt, vilket han visserligen delvis har delegerat åt andra federala inrättningar (han kan dock inte ge amnesti).
- Han kontrasignerar, utfärdar och kungör federala lagar genom tillkännagivande i Bundesgesetzblatt,
- föreslår en kandidat som förbundskansler för val i den tyska förbundsdagen, för utnämnande såväl som entledigande,
- utnämner och entledigar ministrar på förslag av förbundskanslern,
- utnämner och entledigar federala domare, ämbetsmän, officerer och underofficerer, såvida inget annat är bestämt genom delegation och förordningar,
- har möjlighet att upplösa den tyska förbundsdagen efter att den tre gånger misslyckats med att välja kansler eller efter att kanslern förlorat en förtroendeomröstning,
- kungör införande av försvarstillstånd och lämnar folkrättslig förklaring efter ett angrepps början,
- sammankallar förbundsdagen (avvikande från parlamentsbeslut), samt
- sammankallar partifinansieringskommission enligt partilagen.

Enligt grundlagens 58:e artikel får förbundspresidenten utföra flera av dessa uppgifter genom kontrasignering av en medlem i förbundsregeringen. Dessa uppgifter hör till förbundspresidentens funktion som statens notarius publicus. Makten att upplösa den tyska förbundsdagen omfattar däremot inte en kontrasignering av en tredje; här talar man om förbundspresidentens reservfunktion.

## Ställning i den politiska vardagen

### Historiskt perspektiv

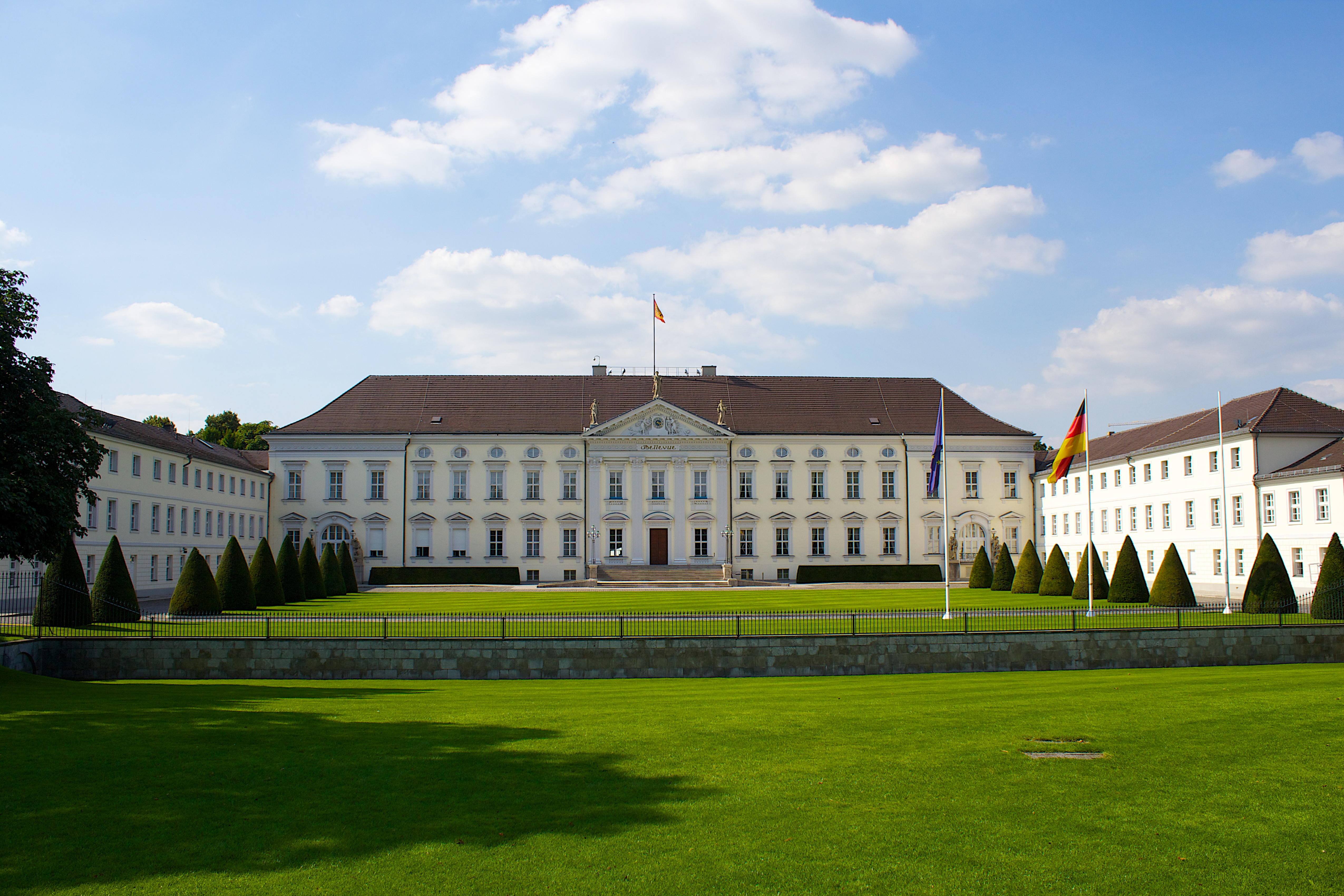
Schloss Bellevue, förbundspresidentens residens i Berlin

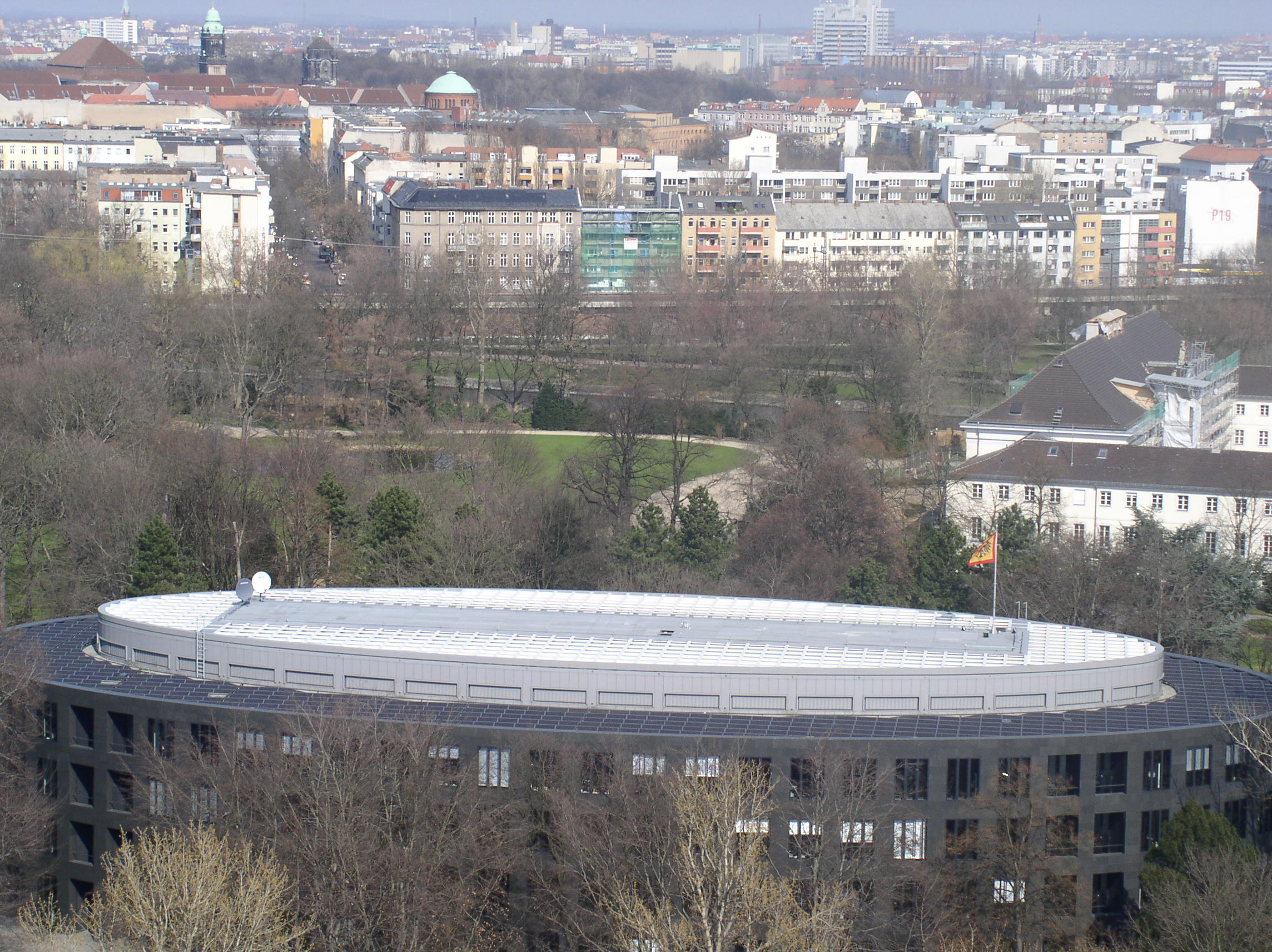
Bundespräsidialamt, förbundspresidentens kansli bredvid Schloss Bellevue, som skymtar ovanför kansliet till höger i bilden

Förbundspresidentens svaga ställning, vilket framförallt framgår av kraven på kontrasignering och hans relativt ringa realpolitiska befogenheter, är också en reaktion på erfarenheterna från Weimarrepubliken. Under det parlamentariska rådets (som utarbetade Västtysklands grundlag 1948–1949) möten dominerade en vittgående konsensus bland samtliga deltagare om att presidenten inte skulle få en sådan överlägsen ställning i det politiska systemet som Tysklands rikspresident hade haft (Paul von Hindenburg framför andra). I synnerhet rätten att utfärda nödförordningar (artikel 48 i Weimarförfattningen), rikspresidentens rätt att i nödfall regera utan parlamentets medverkan och rikspresidentens rätt att själv utnämna rikskansler och kunna fatta egna politiska beslut sågs som en bidragande orsak till den Weimarrepublikens politiska kris från 1930 med regeringarna under kanslererna Heinrich Brüning, Franz von Papen och Kurt von Schleicher och att landet slutligen gled in i diktatur under Adolf Hitler. På grund av detta och den tyska statens bristande suveränitet argumenterade socialdemokraterna i det parlamentariska rådet för att avstå från att inrätta ett förbundspresidentämbete och låta dess funktioner utövas av förbundsdagens talman.
Visserligen var vägen mot presidentdiktatur genom nödförordningsbestämmelsen i Weimarrepublikens riksförfattning inte ofrånkomlig: i artikel 48 föreskrivs införandet av en tillämpningslag, som avsevärt skulle ha konkretiserat och begränsat presidentens fullmakter och kunnat förhindra ett möjligt missbruk. Under Weimarrepublikens slutskede missbrukades även den i dag borttagna allmänna befogenheten att kunna upplösa parlamentet. Ännu under Friedrich Eberts ämbetsperiod utövades de omfattande rättigheterna på ett övervägande positivt sätt – den unga republikens fall kan alltså skyllas på att efterföljden av grundlagen kontrollerades otillräckligt. Att de båda betydelsefulla befogenheterna slutligen avlägsnades innebar en påtaglig maktreducering av presidentämbetet. Makten att välja och avsätta förbundskansler ligger i dag nästan helt i händerna på förbundsdagen.
Parallellt med denna uttunning av befogenheterna ändrades också valsättet: medan rikspresidenten valdes direkt av folket (1925 och 1932), så väljs förbundspresidenten av den enkom för detta ändamål samlade förbundsförsamlingen. Därmed är den demokratiska legitimiteten mer indirekt – befattningen är inte längre ett av suveränen omedelbart valt organ i den politiska statsledningen. Motståndet mot att (åter)införa direktval grundas också på att det skulle leda till en obalans mellan demokratisk legitimitet (stark, ty presidenten vore i så fall jämte förbundsdagen det enda direktvalda förbundsorganet) och politisk makt (svagare).
Dessutom förklaras presidentens svaga ställning av den redan från förbundsrepublikens begynnelse praktiserade ”kanslersdemokratin”, som tydligt manifesterades under Konrad Adenauers regeringstid. Insikten att han skulle få mindre inflytande som förbundspresident än han hade som förbundskansler gjorde att Adenauer – vid sidan av sin avsky gentemot sin potentiella efterträdare Ludwig Erhard – tog tillbaka sin kandidatur i presidentvalet 1959.

### Tal och partipolitisk neutralitet

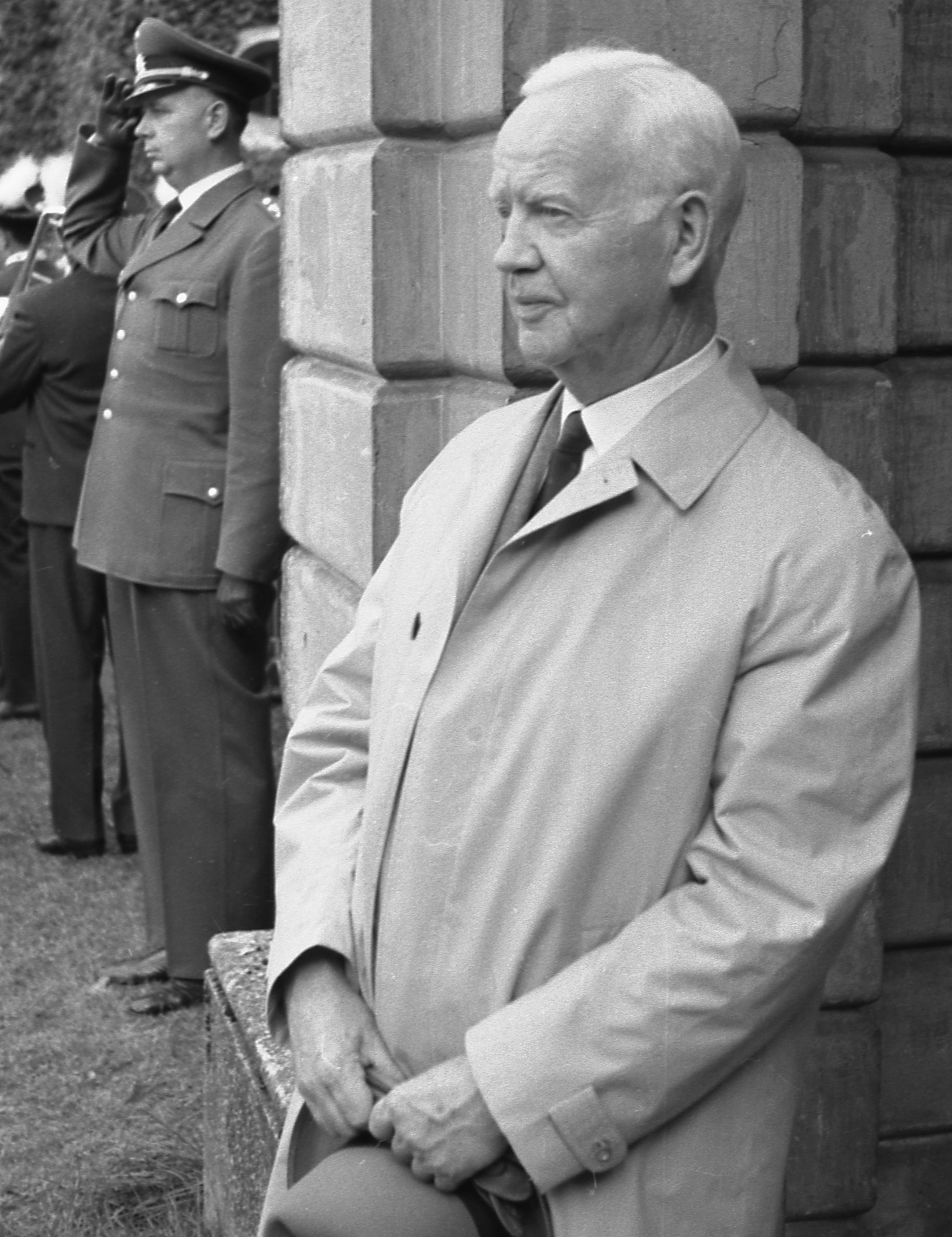
Förbundspresident Heinrich Lübke på besök i Kirchheim in Schwaben.

Förbundspresidenten verkar politiskt huvudsakligen genom tal, genom att delta i samhällsdebatten eller väcka uppmärksamhet. Exempel på detta är Weizsäckers tal i samband med 40-årsdagen av andra världskrigets slut 1985 och Roman Herzogs Berlin-tal den 26 april 1997. Som ingen annan politiker är presidenten oberoende av dagspolitiken och kan därför vara påtagligt friare vid val av ämne och tidpunkt för sina uttalanden.
Att grundlagen medger ”tal utan kontrasignering” är omstritt, då ett tal faktiskt kan utöva ett starkare politiskt inflytande än en formell åtgärd, för vilken det i nästan alla fall krävs att en regeringsmedlem kontrasignerar. Flertalet statsvetare utgår, vad talen anbelangar, förvisso från att presidenten har en viss autonomi, särskilt då inga bindande beslut fattas och ämbetet trots allt räknas till de grundläggande federala statsorganen.
Befattningshavaren måste hålla sig partipolitiskt neutral. Presidenterna har hittills huvudsakligen hållit sig till denna förpliktelse, och därvid helst talat om ämnen på ett abstrakt sätt, som inte låtit sig tolkas i någon partipolitisk riktning, eller angripit partierna samfällt.
Det faktum, att en politiker först måste ha gjort sig förtjänt inom ett parti som han sedan väljs till president i förbundsförsamlingen av, ger kritiker anledning tvivla på presidentens partipolitiska oavhängighet och neutralitet.
Horst Köhler var den förste president som inte hade haft sin högsta befattning i Tyskland och kom därmed in i den tyska politiken utifrån. Hans anhängare berömde honom för att hans tal inte var ”blankpolerade” (inte gav kritikerna några angreppspunkter); de var desto mer öppna och tog upp problem. Kritiker klandrade honom för att han därmed också brutit överpartiskheten liksom normen om icke-inblandning i sakpolitiken.
En ännu så länge obruten, oskriven regel är, att en president efter sin ämbetstid inte söker nå några ytterligare politiska befattningar, utan deltar i det offentliga livet som äldre statsman.

### Ställföreträdare
Enligt grundlagens 57:e artikel är ordföranden i förbundsrådet förbundspresidentens ställföreträdare. Detta gäller oavsett om förbundspresidenten bara är tillfälligt frånvarande eller är förhindrad att utöva ämbetet. Ställföreträdarbestämmelsen tillämpas ofta under kortare perioder under ämbetstiden, såsom när exempelvis förbundspresidenten är på statsbesök utomlands och fullgör sina (utrikespolitiska) förpliktelser och en lag behöver undertecknas. I sådana fall undertecknas lagen som regel av förbundspresidentens ställföreträdare.
Efter att Horst Köhler avgått som Tysklands förbundspresident den 31 maj 2010 fick ställföreträdarbestämmelsen en viktig betydelse för andra gången sedan förbundsrepublikens bildande. Fram till att den nye presidenten Christian Wulff tillträdde den 30 juni 2010 övertog förbundsrådets ordförande Jens Böhrnsen förbundspresidentens funktion.
Bestämmelsen kom att tillämpas ånyo 2012 när Christian Wulffs avgång ledde till att Horst Seehofer tillfälligt övertog förbundspresidentens uppgifter fram till att Joachim Gauck tillträtt.

### Välgörenhet
Förbundspresidenten tar på sig en rad beskyddarskap för projekt han finner behjärtansvärda. Även om presidenten inte är skyldig att överta sin företrädares beskyddarskap, brukar han föra vidare ett flertal sådana, bland andra det över Tyska sjöräddningssällskapet (Deutsche Gesellschaft zur Rettung Schiffbrüchiger, DGzRS) och Tyska Röda Korset (Deutsche Rote Kreuz, DRK). Likaså delar presidenten ut priser, däribland Deutscher Zukunftspreis, och gratulerar jubilarer, till exempel på 65:e bröllopsdagen eller på 100-årsdagen. Likaså brukar han bli hedersfadder för det sjunde barnet i familjen.  
Även Tysklands första dam, presidentens äkta hälft eller livspartner, brukar traditionellt vara beskyddare för och engagerad i ideella föreningar och stiftelser, framförallt inom familjeområdet.  Den första damens uppgifter är inte på något sätt reglerade i lag utan följer enbart etablerad praxis.

## Åtal och avsked
Sittande president åtnjuter åtalsimmunitet och ämbetet kan inte röstas bort eller återkallas. Det enda sättet att avlägsna en president på är genom att förbundsdagen eller förbundsrådet väcker åtal mot vederbörande för att uppsåtligen ha brutit emot tysk lag. När förbundsdagen eller förbundsrådet beslutat att åtala presidenten har förbundsförfattningsdomstolen att besluta om vederbörande är skyldig till anklagelserna (riksrätt). Om åtalet gillas har domstolen rätt att skilja presidenten från sitt ämbete. Fortfarande har ingen sittande förbundspresident åtalats; 2012 ledde dock en begäran från åklagarmyndigheten i Hannover om att upphäva immuniteten till att dåvarande förbundspresidenten Christian Wulff självmant avgick innan åklagarens begäran behandlats.

## Lista över förbundspresidenter

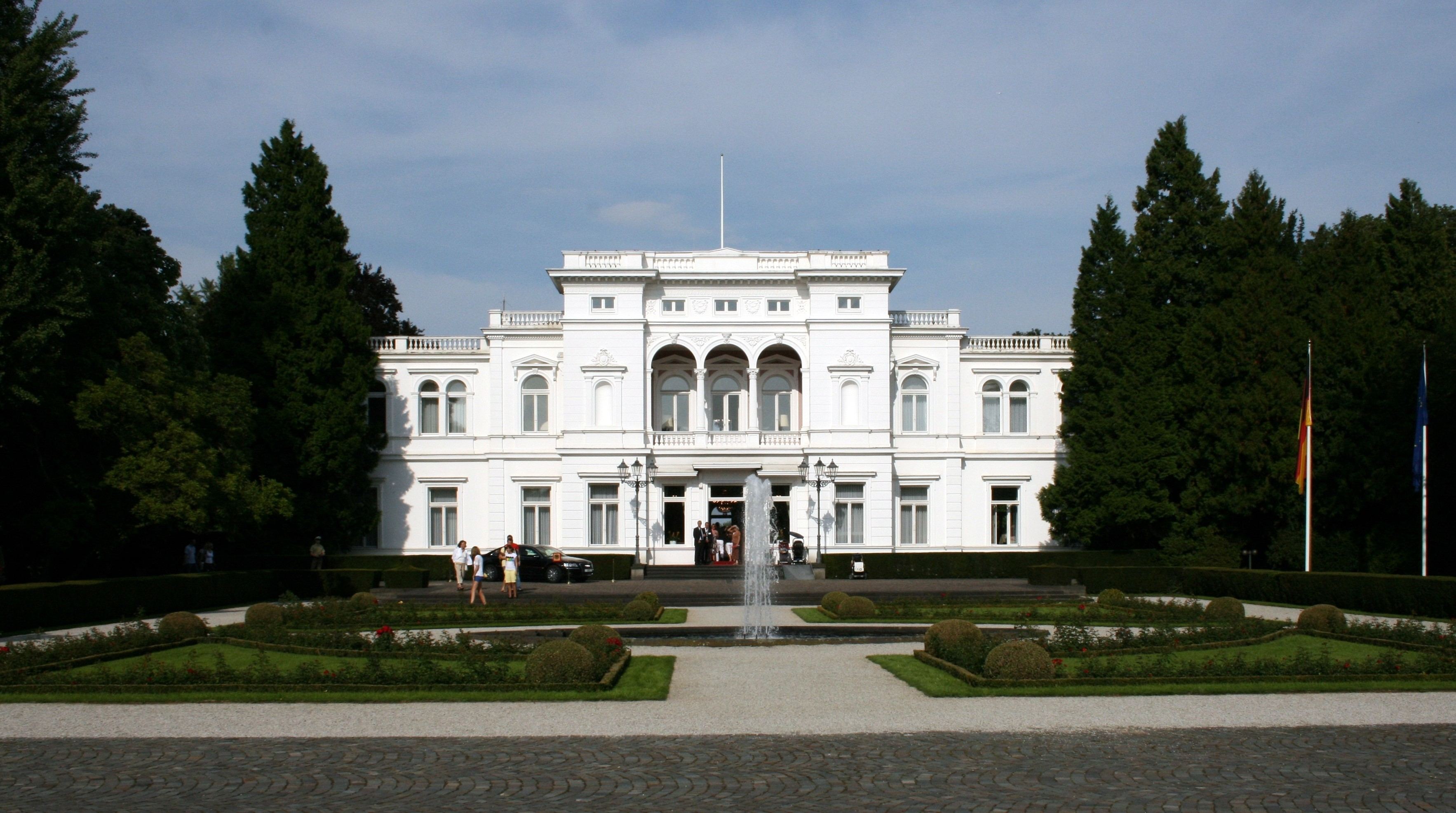
Villa Hammerschmidt i Bonn var från ämbetets inrättande 1949 och fram till 1994 förbundspresidentens primära residens.

Det här är en lista över Förbundsrepubliken Tysklands förbundspresidenter. För Östtysklands statschefer och statschefer i de tyska statsbildningarna före 1949, se Lista över Tysklands statsöverhuvuden.
Jens Böhrnsen och Horst Seehofer är medtagna på listan i rollen som Tysklands förbundsråds ordförande, som är förbundspresidentens ställföreträdare fram till att nästa förbundsförsamling sammanträder, i händelse av att en förbundspresident avgår före mandatperiodens slut. Ställföreträdaren övertar dock endast förbundspresidentens konstitutionella uppgifter men tituleras inte förbundspresident.
| Nr |  | Förbundspresident                   | Tillträdde        | Avgick            | Varaktighet        | Parti | Parti    | Ref    |
| -- |  | ----------------------------------- | ----------------- | ----------------- | ------------------ | ----- | -------- | ------ |
| 1  |  | Theodor Heuss (1884–1963)           | 13 september 1949 | 12 september 1959 | 9 år och 364 dagar |       | FDP      | [ 7 ]  |
| 2  |  | Heinrich Lübke (1894–1972)          | 13 september 1959 | 30 juni 1969      | 9 år och 290 dagar |       | CDU      | [ 8 ]  |
| 3  |  | Gustav Heinemann (1899–1976)        | 1 juli 1969       | 30 juni 1974      | 4 år och 364 dagar |       | SPD      | [ 9 ]  |
| 4  |  | Walter Scheel (1919–2016)           | 1 juli 1974       | 30 juni 1979      | 4 år och 364 dagar |       | FDP      | [ 10 ] |
| 5  |  | Karl Carstens (1914–1992)           | 1 juli 1979       | 30 juni 1984      | 4 år och 365 dagar |       | CDU      | [ 11 ] |
| 6  |  | Richard von Weizsäcker (1920–2015)  | 1 juli 1984       | 30 juni 1994      | 9 år och 364 dagar |       | CDU      | [ 12 ] |
| 7  |  | Roman Herzog (1934–2017)            | 1 juli 1994       | 30 juni 1999      | 4 år och 364 dagar |       | CDU      | [ 13 ] |
| 8  |  | Johannes Rau (1931–2006)            | 1 juli 1999       | 30 juni 2004      | 4 år och 365 dagar |       | SPD      | [ 14 ] |
| 9  |  | Horst Köhler (1943–2025)            | 1 juli 2004       | 31 maj 2010       | 5 år och 334 dagar |       | CDU      | [ 15 ] |
| —  |  | Jens Böhrnsen (tf.) (född 1949)     | 31 maj 2010       | 30 juni 2010      | 0 år och 30 dagar  |       | SPD      |        |
| 10 |  | Christian Wulff (född 1959)         | 30 juni 2010      | 17 februari 2012  | 1 år och 232 dagar |       | CDU      | [ 16 ] |
| —  |  | Horst Seehofer (tf.) (född 1949)    | 17 februari 2012  | 18 mars 2012      | 0 år och 30 dagar  |       | CSU      |        |
| 11 |  | Joachim Gauck (född 1940)           | 18 mars 2012      | 18 mars 2017      | 5 år och 0 dagar   |       | Partilös | [ 17 ] |
| 12 |  | Frank-Walter Steinmeier (född 1956) | 19 mars 2017      | nuvarande         | 8 år och 15 dagar  |       | SPD      | [ 18 ] |